# Mesophractias falcatalis
Mesophractias falcatalis là một loài bướm đêm trong họ Noctuidae.